# 티리엘 모라
티리엘 모라(Tiriel Mora, 1958년 10월 19일 ~ )는 오스트레일리아의 배우이다.

## 출연 작품
- 갓 오브 이집트 (2016년)
- 해피 피트 (2006년) - 케브 목소리 역
- 크레이지 록스타 (2002년) - 토모 역
- 퀸 오브 뱀파이어 (2002년) - 로저 역
- 크로커다일 던디 3 (2001년)
- 컷 (2000년)
- 더 캐슬 (1997, The Castle)
- 위험 지대 (1994년)

### 텔레비전
- 프리즈너 (1984, Prisoner) - 케빈 스탠스필드 역
- 올 세인츠 (1999-2008)